# روبرت دبليو. دين
روبرت دبليو. دين (بالإنجليزية: Robert W. Dean)‏ هو محامي وقاضي وسياسي أمريكي، ولد في 20 يوليو 1923، وتوفي في 2 ديسمبر 1999. انتخب عضو مجلس ولاية ويسكونسن.